# گمینگن
گمینگن (به آلمانی: Gemmingen) یک شهر در آلمان است که در بادن-وورتمبرگ واقع شده‌است. گمینگن ۴٬۸۹۷ نفر جمعیت دارد.

## خواهرخوانده
شهر Dunavarsány خواهرخواندهٔ گمینگن هست.